# San Luis Potosí Challenger 1988
Il San Luis Potosí Challenger 1988 è stato un torneo di tennis facente parte della categoria ATP Challenger Series nell'ambito dell'ATP Challenger Series 1988. Il torneo si è giocato a San Luis Potosí in Messico dal 29 marzo al 3 aprile 1988 su campi in terra rossa.

## Vincitori

### Singolare
Peter Doohan ha battuto in finale  Agustín Moreno con il punteggio di 6–4, 6–4.

### Doppio
Luis Herrera /  Javier Ordaz hanno battuto in finale  Agustín Moreno /  Fernando Pérez Pascal con il punteggio di 4–6, 7–6, 6–4.